# Taquarussu
Taquarussu is een gemeente in de Braziliaanse deelstaat Mato Grosso do Sul. De gemeente telt 3.165 inwoners (schatting 2009).